# Hero (Mariah-Carey-Lied)
Hero (englisch für „Held“) ist ein Lied des US-amerikanischen Sängerin Mariah Carey, das im August 1993 erschien.

## Entstehung und Veröffentlichung
Getextet, komponiert und produziert wurde das Lied von der Interpretin selbst, gemeinsam mit Walter Afanasieff.
Die Erstveröffentlichung von Hero erfolgte am 31. August 1993 bei Columbia Records, als Teil von Carey dritten Studioalbum Music Box (Katalognummer: 474270 2). Am 19. Oktober desselben Jahres erschien das Lied als zweite Singleauskopplung aus dem Album. Diese erschien in diversen verschiedenen Ausführungen, darunter als 12″-Maxi-Single mit zwei Remixen zur vorangegangenen Single Dreamlover als B-Seiten (Katalognummer: 659812 6), oder auch als CD-Maxi-Single, die um einen dritten Remix zu Dreamlover erweitert wurde (Katalognummer: 659734 2). Im Jahr der Erstveröffentlichung erschien auch eine spanischsprachige Version des Liedes mit dem Titel Héroe. Diese erschien auf der spanischen Ausgabe des Albums (Katalognummer: 53205). Der spanische Subtext stammt dabei von Jorge Luis Piloto übersetzt, einem spanischen Musiker, der kurz mit Carey zusammengearbeitet hatte.
Im September 1999 erschien Hero im Duetto von Carey und Luciano Pavarotti auf dessen Studioalbum For Guatemala and Kosovo (Katalognummer: Decca 466 600-2). Nach den Terroranschlägen am 11. September 2001 nahm Carey das Lied als Medley mit Never Too Far neu auf. Es trägt den Titel Never Too Far/Hero Medley und wurde im Oktober desselben Jahres als Charity-Single veröffentlicht. 2008, vor der Veröffentlichung von Careys Kompilationsalbum The Ballads (Katalognummer: 88697392412), nahm Carey eine Version von Hero mit neuen Gesangsspuren auf und veröffentlichte sie auf der US-Version des Albums. Zusätzlich wurde ein Musikvideo hierfür gedreht, das Aufnahmen hinter den Kulissen der Studioaufnahmen sowie Careys Schreibprozess im Studio zeigt. Diese Version wurde auf der 30-jährigen Jubiläumsausgabe von Music Box veröffentlicht (Katalognummer: 19658804872), die im September 2023 mit dem Untertitel veröffentlicht wurde. 2024 erschien eine remasterte Liveversion des Liedes auf der 30. Jubiläumsausgabe von Merry Christmas (Katalognummer: 19658891451), bei der sie in der Cathedral of Saint John the Divine auftrat.

## Inhalt
Der Liedtext beschreibe die individuelle Kraft, die in jedem Menschen stecke, seine Fähigkeit, sein „eigener Held“ zu sein. Carey selbst beschreibt die Bedeutung des Liedes wie folgt:

“I wrote a song a while back even before "One Sweet Day" and it was not my favorite song in the world, but I wrote it. Someone asked me to write a song and they told me the story, and you know it was kind of a moving concept or whatever. And I did it, and I was like you know it's not necessarily what I like per se, but after doing the song over and over again and having people coming up to and saying, thank you for writing 'Hero' because it saved my life or it saved my father's life or my brothers or sisters life, or something of that nature, I said I always have to sing that song when I'm performing because if I don't, you never know who I'm leaving out and you know what, in times of my life I've had to turn to that song lyrically and flip it onto my own life and sing it to myself. So its from the 'Music Box' album, and it’s called 'Hero', this is for you.”

„Ich habe vor einer Weile einen Song geschrieben, … und es war nicht mein Lieblingssong auf der Welt, aber ich habe ihn geschrieben. Jemand hat mich gebeten, einen Song zu schreiben, und sie haben mir die Geschichte erzählt, und du weißt, es war ein irgendwie bewegendes Konzept oder was auch immer. Und ich tat es, und ich dachte mir, es ist nicht unbedingt das, was ich per se mag, aber nachdem ich den Song immer und immer wieder gespielt hatte und die Leute zu mir kamen und sagten: Danke, dass du 'Hero' geschrieben hast, weil es mein Leben gerettet hat oder das Leben meines Vaters oder meines Bruders oder meiner Brüder oder Schwestern … Ich habe gesagt, dass ich dieses Lied immer singen muss, wenn ich auftrete, denn wenn ich es nicht tue, weiß man nie, wen ich außen vorlasse. …“

## Hintergrund
Die Idee zu Hero kam, als Carey von Epic Records angesprochen, um zusammen mit Afanasieff einen Soundtracktitel für den Spielfilm Ein ganz normaler Held zu schreiben. Während Carey an dem Projekt interessiert war, war Tommy Mottola dagegen, Carey an irgendetwas teilnehmen zu lassen, das mit Film zu tun hatte, weil er befürchtete, dass dies ihrer Karriere schaden würde. Darüber hinaus fühlte sich Columbia Records unwohl dabei, ihrem meistverkauften Künstler zu erlauben, für ein anderes Label zu arbeiten, sogar für einen Zweig derselben Muttergesellschaft, Sony Music Entertainment. Stattdessen einigte man sich darauf, dass Carey einen Titel für den Soundtrack schreiben sollte, der von einem anderen Künstler aufgenommen werden sollte. Carey war immer noch daran interessiert, für den Film zu arbeiten, und stimmte zu, das Lied für den Film zu schreiben, der für ihre Kollegin Gloria Estefan gedacht war. Afanasieff und Carey saßen zusammen in einem Studio in New York City und komponierten im Laufe von zwei Stunden die Melodie, schrieben den Text und entwarfen das Konzept des Liedes. In einem Interview mit Fred Bronson sprach Afanasieff über den Prozess, in dem sie die Rohversion fertiggestellt hatten:

“I went to New York and we were in the studio and came to a break. I was sitting at the piano and told Mariah about this movie. Within two hours, we had this incredible seed for this song, 'Hero'. It was never meant for Mariah to sing. In her mind, we were writing a song for Gloria Estefan for this movie. And we went into an area that Mariah didn't really go into-in her words, it was a little bit too schmaltzy or too ballady or too old-fashioned as far as melody and lyrics.”

„Ich ging nach New York, und wir waren im Studio und machten eine Pause. Ich saß am Klavier und erzählte Mariah von diesem Film. Innerhalb von zwei Stunden hatten wir diesen unglaublich Grundlage für diesen Song 'Hero'. Es war nie für Mariah bestimmt. In ihrer Vorstellung schrieben wir einen Song für Gloria Estefan und diesen Film. Und wir gingen in einen Bereich, den Mariah nicht mochte - es war ihr ein bisschen zu schmalzig oder zu langweilig oder zu altmodisch, was die Melodie und den Text angeht.“

## Musikvideo
Vor der Singleveröffentlichung gab Carey am 15. Juli 1993 ein Konzert im Proctor’s Theater in New York City. Nach den Aufnahmen wurde das Konzert als Video mit dem Titel Here Is Mariah Carey (1993) veröffentlicht. Careys Darbietung von Hero an diesem Abend wurde unter der Regie von Larry Jordan geschnitten und als offizielles Musikvideo in Auftrag gegeben. Das Video ist auf Careys Videoalbum #1’s (1998) enthalten. Es zeigt sie in einem langen dunklen Kleid mit langen lockigen Haaren.

## Rezeption
Autorin Carol K. Ingall ist der Meinung, das Lied inspiriere jeden, ein Held zu sein. Sie fügte weiter an, dass aufgrund der Kraft eines Helden, die Personen um ihn herum zu transformieren und zu inspirieren, auch jeder Mensch das Licht und die Kraft in sich trage, die er brauche, um die Welt zu verändern. In ähnlicher Weise verbindet die Autorin Darlene Wade den lyrischen Inhalt des Liedes mit der Kraft in der Seele, aber auch mit der Einbeziehung Gottes.
Laut Maryellen Moffitt, Autorin von See It, Be It, Write It, geht es in Hero darum, in sich selbst zu schauen und den inneren Mut in jedem Einzelnen zu entdecken, stark zu sein und in Zeiten von Schwierigkeiten und Widrigkeiten an sich zu glauben. Moffitt schreibt, der Song habe ihr persönlich geholfen, schwierige Momente zu überstehen, in denen „die Antworten so weit weg schienen“.

## Kommerzieller Erfolg

### Chartplatzierungen
| ChartsChartplatzierungen       | Höchstplatzierung | Wochen |
| ------------------------------ | ----------------- | ------ |
| Deutschland (GfK)              | 41 (25 Wo.)       | 25     |
| Vereinigte Staaten (Billboard) | 1 (30 Wo.)        | 30     |
| Vereinigtes Königreich (OCC)   | 7 (19 Wo.)        | 19     |

| ChartsJahrescharts (1994)      | Platzierung |
| ------------------------------ | ----------- |
| Vereinigte Staaten (Billboard) | 5           |

### Auszeichnungen für Musikverkäufe
| Land/Region                  | Auszeichnungen für Musikverkäufe (Land/Region, Auszeichnung, Verkäufe) | Verkäufe  |
| ---------------------------- | ---------------------------------------------------------------------- | --------- |
| Australien (ARIA)            | 2× Platin                                                              | 140.000   |
| Dänemark (IFPI)              | Gold                                                                   | 45.000    |
| Frankreich (SNEP)            | Silber                                                                 | 125.000   |
| Kanada (MC)                  | Platin                                                                 | 80.000    |
| Neuseeland (RMNZ)            | Platin                                                                 | 10.000    |
| Norwegen (IFPI)              | Gold                                                                   | 10.000    |
| Vereinigte Staaten (RIAA)    | 3× Platin                                                              | 3.000.000 |
| Vereinigtes Königreich (BPI) | Gold                                                                   | 400.000   |
| Insgesamt                    | 1× Silber · 3× Gold · 7× Platin ·                                      | 3.810.000 |

Hauptartikel: Mariah Carey/Auszeichnungen für Musikverkäufe

## Coverversionen

### The X Factor Finalists

#### Entstehung und Veröffentlichung
2008 nahmen die Final-Kandidaten der britischen Castingshow X Factor in der fünften Staffel eine Coverversion von Hero auf, darunter waren unter anderem Alexandra Burke, JLS, Ruth Lorenzo, Diana Vickers oder auch Laura White. Die Erstveröffentlichung dieser Version erfolgte als Single am 24. Oktober 2008 bei Syco Music. Produziert wurde diese vom Produzentenduo Quizlarossi (bestehend aus Andreas Romdhane und Josef Svedlund).

#### Kommerzieller Erfolg
| ChartsChartplatzierungen     | Höchstplatzierung | Wochen |
| ---------------------------- | ----------------- | ------ |
| Irland (IRMA)                | 1 (11 Wo.)        | 11     |
| Vereinigtes Königreich (OCC) | 1 (13 Wo.)        | 13     |

| ChartsJahrescharts (2008)    | Platzierung |
| ---------------------------- | ----------- |
| Irland (IRMA)                | 10          |
| Vereinigtes Königreich (OCC) | 2           |

Auszeichnungen für Musikverkäufe

| Land/Region                  | Auszeichnungen für Musikverkäufe (Land/Region, Auszeichnung, Verkäufe) | Verkäufe  |
| ---------------------------- | ---------------------------------------------------------------------- | --------- |
| Vereinigtes Königreich (BPI) | 2× Platin                                                              | 1.200.000 |
| Insgesamt                    | 2× Platin ·                                                            | 1.200.000 |

Hauptartikel: Mariah Carey/Auszeichnungen für Musikverkäufe

### Weitere Coverversionen
- 1994: Miho Nakayama
- 1995: Plácido Domingo
- 1998: Annalisa Minetti – L’eroe che sei tu
- 2005: Il Divo
- 2006: Michael Ball
- 2007: Vanessa Jean Dedmon
- 2008: James Last
- 2009: Eric Martin
- 2013: Dami Im
- 2017: Ane Brun
- 2020: Lucy Thomas